# Biuro usług personalizacji
Biuro usług personalizacji (ang. bureau service) – jednostka gospodarcza zajmująca się personalizacją, czyli nadaniem cech unikatowych wydrukowanym blankietom kart identyfikacyjnych. W zakres czynności personalizacyjnych wchodzi najczęściej zadrukowywanie karty różnymi metodami jak wytłaczanie, nadruk płaski (flat printing), druk wypełniający, kodowanie, niejednokrotnie również pakowanie i wysyłanie gotowych kart do klientów według dostarczonej bazy danych.